# 오대 복덕방
오대 복덕방은 한국에서 제작된 이형표 감독의 1968년 영화이다. 허장강 등이 주연으로 출연하였고 홍의선 등이 제작에 참여하였다.

## 출연

### 주연
- 허장강
- 김희갑
- 양훈
- 황해

## 제작진
- 조명: 정원조
- 미술: 김성배